# Course en ligne de l'Open de Suède Vårgårda 2011
La 6e édition de la course en ligne de l'Open de Suède Vårgårda a eu lieu le 31 juillet 2011. Il s'agit de l'avant-dernière manche de la Coupe du monde de cyclisme sur route féminine. Elle est remportée par la Néerlandaise Annemiek van Vleuten.

## Parcours
Douze tours du circuit urbains sont parcourus. Il utilise des routes étroites et comporte une côte courte mais raide.

## Récit de la course
Le mouvement décisif part à trois tours et demi de l'arrivée. Le groupe est constitué de : Annemiek van Vleuten, Ellen van Dijk, Nicole Cooke, Irene van den Broek, Iris Slappendel, Oxana Kozonchuk et Regina Bruins. L'écart reste faible, mais suffit à la tête du groupe pour se disputer la victoire. Annemiek van Vleuten lance son sprint à huit cents mètres de la ligne et gagne détachée. Derrière Ellen van Dijk devance Nicole Cooke. Ina-Yoko Teutenberg, qui ne faisait pas partie de l'échappée, est quatrième. Annemiek van Vleuten passe en tête de la Coupe du monde.

## Classements

### Classement final
| \| Classement général \| Classement général \| Classement général \| Classement général \| Classement général \| \| Coureuse \| Coureuse \| Pays \| Équipe \| Temps \| \| ------------------ \| -------------------- \| ------------------ \| -------------------- \| ------------------ \| \| 1re \| Annemiek van Vleuten \| Pays-Bas \| Nederland Bloeit \| 3 h 19 min 49 s \| \| 2e \| Ellen van Dijk \| Pays-Bas \| HTC-Highroad Women \| + 0 s \| \| 3e \| Nicole Cooke \| Royaume-Uni \| MCipollini-Giordana \| + 0 s \| \| 4e \| Ina-Yoko Teutenberg \| Allemagne \| HTC-Highroad Women \| + 0 s \| \| 5e \| Irene van den Broek \| Pays-Bas \| AA Drink-Leontien.nl \| + 0 s \| \| 6e \| Kirsten Wild \| Pays-Bas \| AA Drink-Leontien.nl \| + 0 s \| \| 7e \| Iris Slappendel \| Pays-Bas \| Garmin-Cervélo \| + 0 s \| \| 8e \| Martine Bras \| Pays-Bas \| Dolmans Landscaping \| + 0 s \| \| 9e \| Judith Arndt \| Allemagne \| HTC-Highroad Women \| + 0 s \| \| 10e \| Emma Johansson \| Suède \| Hitec Products-UCK \| + 0 s \| |                      |             |                      |                 |
| |                      |             |                      |                 |
| Source : Cycling Quotient |                      |             |                      |                 |
| Classement général |                      |             |                      |                 |
| Coureuse | Coureuse             | Pays        | Équipe               | Temps           |
| 1re | Annemiek van Vleuten | Pays-Bas    | Nederland Bloeit     | 3 h 19 min 49 s |
| 2e | Ellen van Dijk       | Pays-Bas    | HTC-Highroad Women   | + 0 s           |
| 3e | Nicole Cooke         | Royaume-Uni | MCipollini-Giordana  | + 0 s           |
| 4e | Ina-Yoko Teutenberg  | Allemagne   | HTC-Highroad Women   | + 0 s           |
| 5e | Irene van den Broek  | Pays-Bas    | AA Drink-Leontien.nl | + 0 s           |
| 6e | Kirsten Wild         | Pays-Bas    | AA Drink-Leontien.nl | + 0 s           |
| 7e | Iris Slappendel      | Pays-Bas    | Garmin-Cervélo       | + 0 s           |
| 8e | Martine Bras         | Pays-Bas    | Dolmans Landscaping  | + 0 s           |
| 9e | Judith Arndt         | Allemagne   | HTC-Highroad Women   | + 0 s           |
| 10e | Emma Johansson       | Suède       | Hitec Products-UCK   | + 0 s           |

### Points attribués
| Position           | 1er | 2e | 3e | 4e | 5e | 6e | 7e | 8e | 9e | 10e | 11e | 12e | 13e | 14e | 15e |
| Classement général | 100 | 70 | 40 | 30 | 25 | 20 | 15 | 10 | 9  | 8   | 7   | 6   | 5   | 4   | 3   |